# Розлад розвитку координації
Розлад розвитку координації (англ. Developmental coordination disorder, DCD), також відомий як диспраксія (від давньогрецького praxis «діяльність»), є розладом неврологічного розвитку, що характеризується порушенням координації фізичних рухів через неточності передачі повідомлень мозку до тіла. Дефіцит дрібної чи великої моторики заважає повсякденній діяльності. Його часто описують як розлад у набутті навичок, коли засвоєння та виконання скоординованих рухових навичок значно нижчі від очікуваних, враховуючи хронологічний вік людини. Труднощі можуть проявлятися у вигляді незграбності, повільності та неточності виконання рухових навичок (наприклад, спроби ловити предмети, користування столовим наряддям, почерк, їзда на велосипеді, використання інструментів або участь у командних видах спорту чи плавання). Це часто супроводжується труднощами з організацією та/або проблемами з увагою, оперативною пам'яттю та управлінням часом.
Прояви відрізняються залежно від віку, але діти з цим розладом зазвичай сприймаються батьками й однолітками як фізично незграбні. Молодші діти можуть демонструвати затримку та незграбність у досягненні моторних етапів розвитку, таких як повзання, сидіння і ходьба, або в набутті й використанні рухових навичок чи виконанні завдань, таких як підйом сходами, крутіння педалей велосипеда, застібання ґудзиків та блискавок. Старші діти можуть мати труднощі з моторними аспектами збирання пазлів чи конструювання моделей або з участю в різних спортивних заходах. Розлад діагностується, коли порушення суттєво перешкоджає виконанню повсякденних дій, наприклад одягатися, їсти з відповідного посуду, брати участь в іграх з однолітками та займатися спортом у школі. У дітей можуть розвинутися низькі самооцінка та почуття власної гідності, а також емоційні й поведінкові проблеми. У підлітків і дорослих порушення дрібної моторики і швидкості рухів можуть впливати на продуктивність на робочому місці або в школі. Початок у ранньому періоді розвитку. Порушення координації розвитку слід відрізняти від інших захворювань, які можуть спричинити проблеми з координацією, таких як церебральний параліч, м'язова дистрофія, порушення зору або розумова відсталість.